# Oulu (tartomány)
| {Oulu címere                            |                               |
| Statisztikai tartomány                  | FI-OL                         |
| Székhely                                | Oulu                          |
| Eino Siuruainen                         |                               |
| Történelmi tartományok                  | Ostrobothnia                  |
| Régiók                                  | Észak-Ostrobothnia Kainuu     |
| Terület - Összesen                      | 3. helyen 57 000 km²          |
| Népesség - Összesen (2002) - Népsűrűség | 4. helyen 461 000 8,1 fő/ km² |
| Nyugat-Finnország                       |                               |

Oulu (finnül: Oulun lääni; svédül: Uleåborgs län) egyike Finnország tartományainak. A tartomány a Botteni-öböl és Oroszország között terül el. Határos Lappföld, Nyugat-Finnország és Kelet-Finnország tartománnyal. Magában foglalja Észak-Ostrobothniát és Kaniuut. Lappföld után Oulunak van a legkisebb népsűrűsége a hat tartomány közül. A közigazgatási központ a legnagyobb városban, a névadó Oulu városban van.
Oulu tartomány a történelmi Ostrobothnia északi részéhez tartozik. A tartomány címerét Ostrobothnia és Oulu város címeréből állították össze. A tartományt 1775-ben alapították. Amikor Finnország 1809-ben orosz uralom alá került, Lappföldet is a tartományhoz csatolták. Lappfölddel magában foglalta Finnország földterületének több, mint a felét. Majd csak 1938-ban vált Lappföld egy külön tartománnyá. Az 1997-es közigazgatási reform óta a tartományok száma kettőről hatra nőtt, de Oulu érintetlen maradt.